# Aldemaro Romero
Pour les articles homonymes, voir Romero.
Aldemaro Romero, né le 12 mars 1928 à Valencia dans l'État de Carabobo – mort le 15 septembre 2007 à Caracas, est un pianiste, compositeur, arrangeur et chef d'orchestre vénézuélien.

## Biographie
Romero est un compositeur prolifique, auteur d'un large éventail de musique telle que celle des Caraïbes, le jazz, les valse vénézuélienne (es) en plus d'œuvres pour orchestre, orchestre et soliste, orchestre et chœur, musique de chambre et œuvres symphoniques. Il commence sa formation musicale avec son père, Rafael Romero. En 1941 il déménage à Caracas et travaille comme pianiste dans les boîtes de nuit et les orchestres de danse. En 1949, il effectue une tournée à Cuba puis se rend à New York. En 1952, il retourne à Caracas et crée son propre orchestre de danse. En 1951 Romero est arrangeur chez RCA Victor à New York. C'est en tant que tel qu'il sort son album à succès Dinner in Caracas (en), premier de la série Dinner In... qui présente de la populaire musique latine. Aux États-Unis il collabore avec de nombreux musiciens dont Dean Martin, Jerry Lee Lewis, Stan Kenton, René Touzet, Machito et Tito Puente. Il effectue de très nombreuses tournées qui le mènent dans beaucoup de pays : Mexique, Puerto Rico, Colombie, Pérou, Brésil, l'Argentine, Espagne, France, Grèce, Suisse, Suède, Italie, Russie, Égypte et Japon. Dans les années 1970, Romero enregistre La Onda Maxima (1972) et Onda Nueva Instrumental (1976) en Italie avec l'arrangeur-bassiste Pino Presti et le batteur Tullio De Piscopo. Romero est considéré comme le créateur du genre « nouvelle vague » (Onda Nueva) vénézuélienne, dérivé du joropo et de la bossa nova brésilienne.
En plus de son travail en musique populaire, Romero est également actif en musique de concert. Fondateur de l'Orchestre Philharmonique de Caracas en 1979, il en est le premier chef. Il est aussi chef invité auprès de l'Orchestre symphonique de Londres, de l'English Chamber Orchestra, de l'Orchestre de la Radio Nationale de Roumanie et du Orchestre philharmonique royal.
Il est le père du biologiste Aldemaro Romero Jr. (en) et de Ruby Romero de Issaev, producteur et directeur du marketing pour l'Arts Ballet Theatre of Florida aux États-Unis.
Il meurt le 15 septembre 2007 à Caracas.

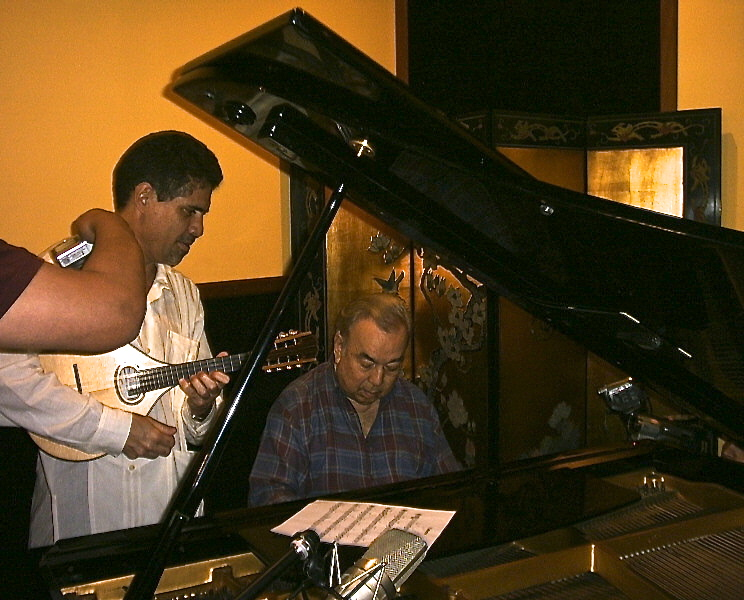
Saúl Vera et Aldemaro Romero

## Prix
Parmi les prix accordés à Aldemaro Romero figurent :
- Prix de la paix des intellectuels soviétiques, Festival de cinéma de Moscou (bande-son du film à grand spectacle sur Simón Bolivar en 1969[1]
- Premier prix au festival de Majorca Palms[1]
- Premier prix au Festival de musique des Jeux Olympiques en Grèce[1]
- Premier prix au Festival de chansons latinos au Mexique[1]
- Andrés Bello, Diego de Losada, Francisco de Miranda and the Work Merit orders from the Venezuelan Government [1]
- Prix national de musique (2000)
- Diplômes honoraires de l'Université de Carabobo (es), de l'Universite del Zulia, et de l'Université Lisandro Alvarado de Barquisimeto (2006)

Aldemaro Romero meurt à Caracas le 15 septembre 2007 à l'âge de 79 ans.